# Pra (fleuve)
Pour les articles homonymes, voir Pra.

Le fleuve Pra et le plateau de Kwahu.

Le Pra est un fleuve du Ghana, le plus oriental et le plus grand des trois principaux cours d'eau qui drainent la zone située au sud du lac Volta. Il naît sur le plateau du Kwahu près de Mpraeso et coulant vers le sud pendant 240 km à travers de riches zones agricoles produisant du cacao et des forêts de valeur dans les basses terres akan, le Pra se jette dans le golfe de Guinée à l'est de Takoradi. Au XIXe siècle, le Pra a servi de frontière entre la confédération Ashanti et la Côte-de-l'Or.
Le Pra possède de nombreuses cataractes, notamment les rapides Bosomasi à Anyinabrim, et n'est pas navigable, même en canot sur la plupart de sa longueur. Toutefois, au début du XXe siècle, le Pra a été largement utilisé pour faire flotter le bois jusqu'à la côte pour l'exportation. Ce transport est désormais assuré par voie routière ou ferroviaire. Ses principaux affluents sont les rivières Ofin, Anum et Birim. La région Nord de la Pra est toujours une zone de recherche artisanale d'or utilisant du mercure métallique qui a causé une certaine contamination du fleuve. La vallée de la Birim est une source importante de diamants.
Oda est le centre commercial de la partie Nord du bassin du Pra.